# Joe Dyson

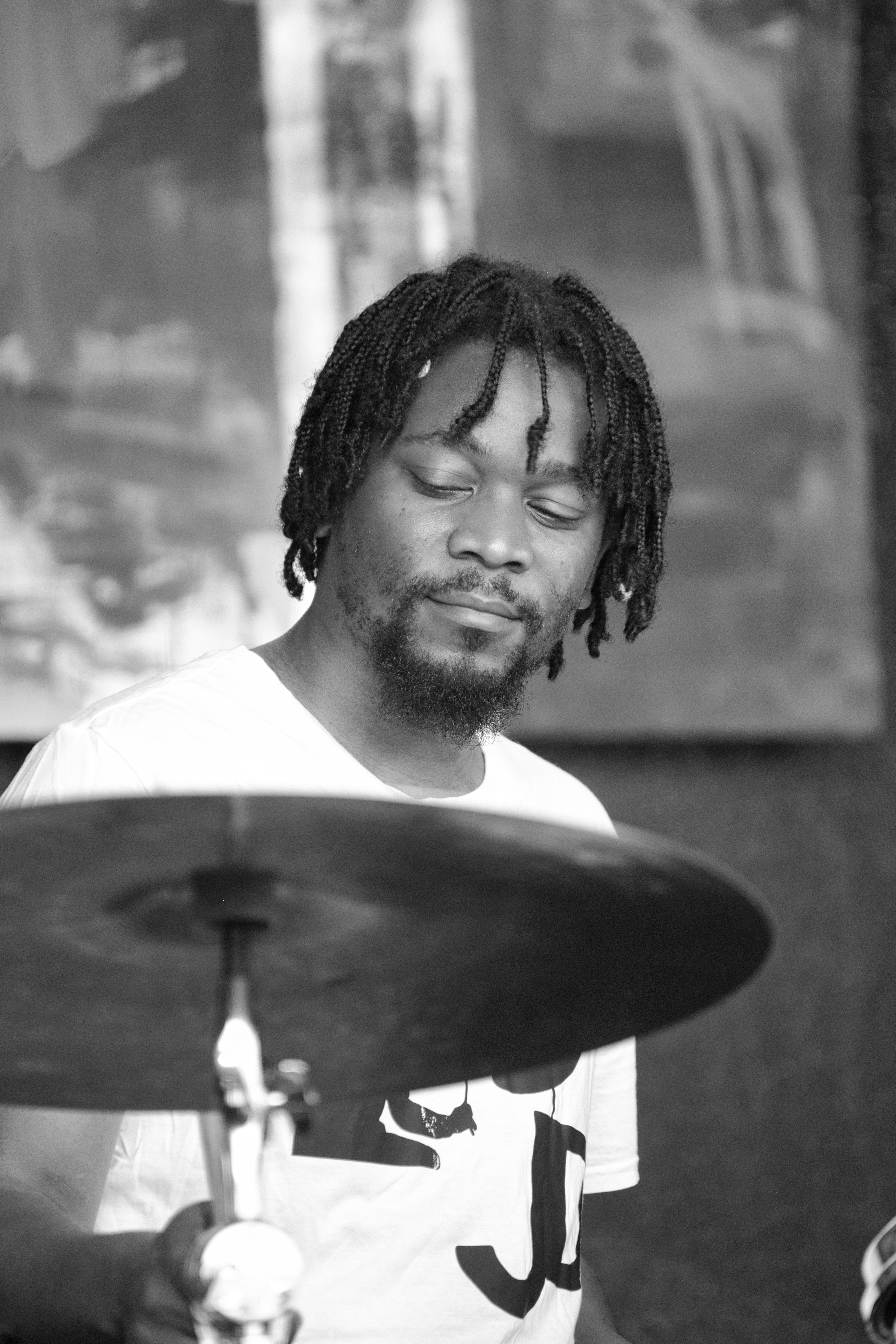
Joe Dyson auf dem INNtöne Jazzfestival 2024

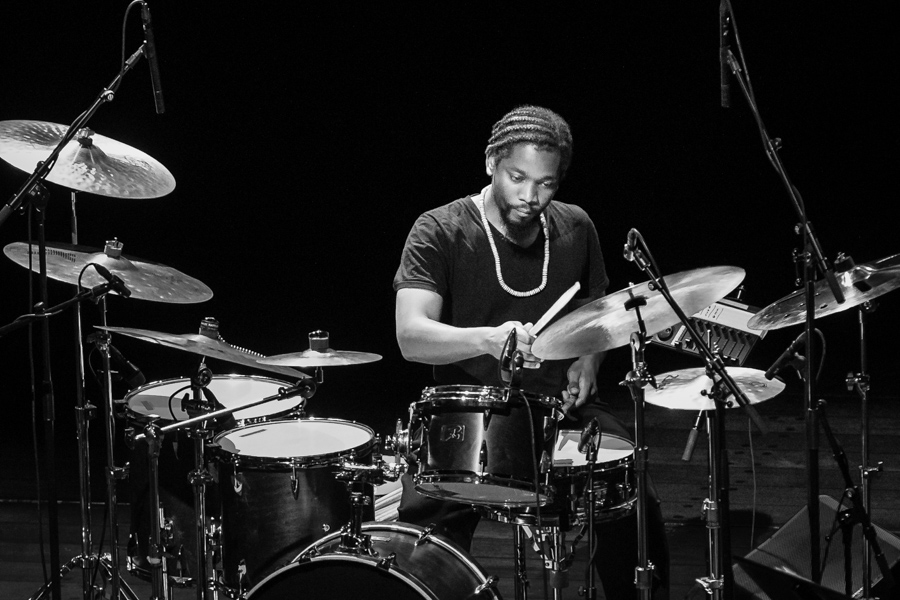
Joe Dyson, Oslo Jazzfestival 2022

Joseph „Joe“ Dyson Jr. (* 1990 in New Orleans) ist ein US-amerikanischer Jazzmusiker (Schlagzeug) des Modern Jazz.

## Leben und Wirken
Dyson, der aus einer musikalisch interessierten Familie in New Orleans stammt, begann bereits als kleines Kind, am Schlagzeug in der Kirche seines Vaters mit anderen Familienmitgliedern zu spielen. Seine musikalische Ausbildung begann an der Mc Donogh-Creative-Arts-Grundschule in New Orleans und wurde am New Orleans Center for Creative Arts fortgesetzt. Dyson hat sein Können im Laufe der Jahre als Teilnehmer verschiedener Workshops und Sommercamps erweitert, wie an der New Jazz School. Er erhielt zahlreiche Stipendien, darunter auch das Präsidentenstipendium am Berklee College of Music, an dem er den Bachelorstudiengang mit Auszeichnung abschloss. Dort studierte er bei Donald Harrison, Alvin Batiste, Clyde Kerr, Herlin Riley, Chico Hamilton, Adonis Rose und Jerry McGowan.
Dyson arbeitete seit Mitte der 2000er-Jahre als Schlagzeuger u. a. mit Nicholas Payton, Donald Harrison (Evolution), Dr. Lonnie Smith (All in My Mind) und Christian Scott aTunde Adjuah (Stretch Music); ferner wirkte er bei Aufnahmen von The Ellis Marsalis Center Jazz Orchestra (Silverbook Project, Vol. 1),  Delfeayo Marsalis/The Uptown Jazz Orchestra, Sullivan Fortner (ARIA, Impulse!), Andrew Baham, Aldan Carroll und Calvin Johnson mit. Gegenwärtig leitet Dyson ein Quintett, dem Giveton Gelin (Trompete), Zaccai Curtis (Piano) und Dezron Douglas (Bass) angehören. Im Bereich des Jazz war er zwischen 2005 und 2018 an 14 Aufnahmesessions beteiligt. Zu hören war er auch auf Dr. Lonnie Smiths Evolution (2016). Anfang 2021 legte er sein Debütalbum unter eigenem Namen vor, Look Within.
Seit 2015 lehrt Dyson als außerordentlicher Professor im Jazzstudiengang der Tulane University.